# Información financiera
La Información financiera es aquella información cuantitativa que se expresa económicamente (unidad monetaria) y generalmente es emanada por la contabilidad. También se puede definir como aquel conjunto de datos que se obtienen de las actividades financieras o económicas que realiza una organización y expresa la relación tanto de los derechos, como obligaciones que se tienen en un periodo o fecha determinada.
Uno de sus propósitos primordiales es mostrar el desempeño de una entidad económica para que la usuaria o usuario pueda tomar decisiones.

## Presentación
La información financiera se presenta en los estados financieros dando énfasis a la situación económica, resultados y flujos de efectivo de una entidad.

## Información financiera dentro de la contabilidad
Existe un conjunto de normas, pronunciamientos y conceptos que son parte primordial para la elaboración y expresión de la información financiera en los estados financieros. Tienen la intención de ser una herramienta para la toma de decisiones.
Las más conocidas y usadas son las Normas de Información Financiera (NIF).

## Postulados básicos de las Normas de Información Financiera
Existe fundamentos para usar un sistema de información financiera-contable que determinan el actuar de cómo se va a operar. Algunos de ellos son:
- Sustancia económica:

Es la esencia económica del emisor de la información financiera, por lo que debe de mantenerse tanto en la operación del sistema, como en la de-limitación contable.
Su utilidad es ser la identificación de los efectos provocados por transacciones internas u otros eventos que pueden llegar a tener una repercusión en la entidad.
- Entidad económica:

Es la unidad que se identifica con todas aquellas actividades económicas que está formada por recursos materiales, financieros y humanos.
- Negocio en marcha:

Es la existencia permanente de la entidad económica salvo prueba de lo contrario.
- Denominación contable:

Son aquellos efectos provocados por las transacciones que se realizan con otra entidad y han afectado económicamente a la que se está estudiando, por lo que se debe de registrar en el momento en el que ocurren.
- Asociación de costos y gastos con ingresos:

Los gastos y costos que sean parte de alguna entidad deben identificarse con el ingreso que se genera durante el mismo periodo, independientemente del momento en el que se realicen.
- Valuación:

Son los eventos o efectos cuantitativos derivados de las transformaciones, transacciones o eventos que afecten a la organización.
- Dualidad económica:

Es la relación que existe entre las fuentes de recursos y la asignación de lo que dispone.
- Consistencia:

Se refiere al tratamiento igualitario que se debe aplicar para no cambiar la esencia económica.

## Necesidades de las usuarias y usuarios en la información financiera
Las personas invierten, donan o prestan su capital a alguna entidad con el propósito de obtener un beneficio, por lo que es necesario que se cuente con las herramientas suficientes para la toma de decisiones. Una de ellas, son los estados financieros, ya que estos permiten evaluar la capacidad y el comportamiento que puede tener una entidad.